# Digonogastra sonorensis
Digonogastra sonorensis är en stekelart som först beskrevs av Cameron 1887.  Digonogastra sonorensis ingår i släktet Digonogastra och familjen bracksteklar. Inga underarter finns listade i Catalogue of Life.